# Keszonbetegség

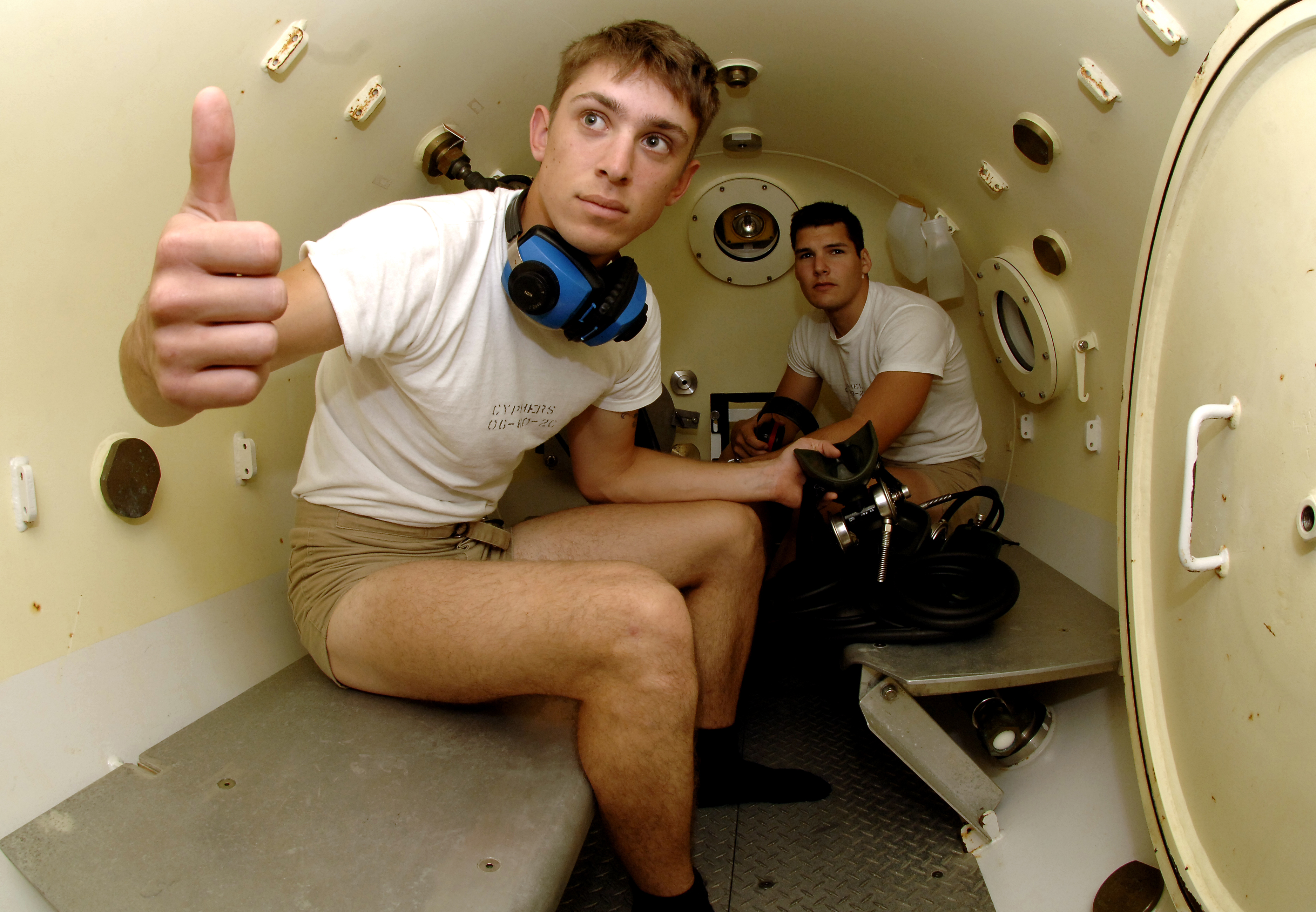
Az Amerikai Egyesült Államok Haditengerészetének két katonája a dekompressziós kamrában való kiképzésre készül

A keszonbetegség (más néven dekompressziós betegség) a légembólia egyik típusa, amely akkor következik be, ha a nagyobb nyomású térből az ember túl hamar ér kisebb nyomású helyre. Következményei halálosak is lehetnek.

## Magyarázata
Nagyobb nyomáson megnő a belélegzett gázok oldékonysága a vérplazmában és a szövetekben, így azok nagy mennyiségű nitrogéngázt, oxigéngázt és szén-dioxidot fognak tartalmazni. Ha az ember ezután hirtelen kisebb nyomású térbe kerül, a gázok oldékonysága lecsökken, így buborékok formájában kiválnak (elsősorban a nitrogéngáz). A gázbuborékok a kapillárisokba kerülve a környező sejtek oxigénhiányát okozzák, elsősorban az agyban, de az ízületekben, a bőrben és a tüdő ereiben is. Tünetei: szédülés, eszméletvesztés. Súlyos formában halálhoz vezethet.
Ha a nyomáscsökkenés lassan, fokozatosan következik be, a vérplazmából kis adagokban kiváló gázok a tüdőn keresztül folyamatosan eltávoznak, és nem képeznek nagyobb buborékokat a szervezetben.

## Előfordulása
Jelentős méretekben először a New York-i Brooklyn híd építkezésénél észlelték, 1870-ben. Miután a híd tervezője és építésének vezetője, John Augustus Roebling, egy baleset nyomán fellépett vérmérgezés következtében életét vesztette, fia, Washington Roebling vette át az építkezés irányítását – őt viszont, sok munkással együtt, a keszonbetegség támadta meg. Mivel még nem ismerték e betegség ellenszerét, a tervezettnél korábban, az alapkőzet elérése előtt abbahagyták a pillérek alapjainak mélyítését.
Magyarországon a budapesti metró építésének kezdetén, az 1950-es évek elején jelentkezett, de ekkor már ismertek voltak ellenszerei (alapvetően a nyomás-zsilipelés).
Ugyanez a betegség jelentkezik a mélyvízi búvárkodás során, ha a búvár túl gyorsan emelkedik a mélyből a felszín felé. Ezért erősen ajánlott számukra a nyomásmérő és az óra használata.
A betegség akkor is jelentkezhet, ha a nagy magasságban szálló repülőgép megsérül, és emiatt a külső, alacsony légnyomással kiegyenlítődik a járműben mindaddig fennálló magasabb nyomás.
A tudósok sokáig úgy gondolták, a tengeri emlősök immunisak a keszonbetegséggel szemben, azonban ők is ki vannak téve a veszélyének.